# Bataille de Montepeloso
Guerres byzantino-normandes
Batailles
- Cannes (1018)
- Olivento (1041)
- Montemaggiore (1041)
- Montepeloso (1041)
- Bari (1068-1071)
- Dyrrachium (1081)
- Larissa (1083)
- Dyrrachium (1107-1108)
- Brindisi (1156)
- Thessalonique (1185)
- Démétritzès (1185)

La bataille de Montepeloso se déroula le 3 septembre 1041 et opposa les forces rebelles des Normands et des Lombards à celles de l'Empire byzantin, près de Montepeloso (aujourd'hui Irsina), dans le sud de l'Italie. Les Byzantins, dirigés par le catépan Exaugustus Boioannès (en), furent contraints d'accepter la bataille et après une journée entière de combats, les rebelles vainquirent l'armée byzantine et capturèrent Boioannès. Cette victoire fut décisive car les Byzantins durent se replier vers les cités côtières et laisser le contrôle de l'intérieur des terres de l'Italie méridionale aux Normands et aux Lombards.

## Contexte
La bataille de Montepeloso fut une des batailles de la révolte lombardo-normande contre l'Empire byzantin qui se déroula en 1041 et qui avait déjà donné lieu à deux affrontements à Olivento et Montemaggiore remportés par les rebelles. Avant la bataille, les Normands et les Lombards s'accordèrent pour désigner Aténulf, prince de Bénévent comme nouveau chef pendant que le précédent catépan byzantin Michel Dokeianos fut remplacé par Exaugustus Boioannès,.
Aténulf, le nouveau chef des rebelles, était le membre d'une famille dirigeante du Bénévent et un rival du chef lombard Guaimar IV de Salerne. Toutefois, même si l'armée rebelle était principalement dirigée par des Normands, ces derniers ne pouvaient pas se permettre de rompre avec leurs alliés lombards.

## Bataille
Après la bataille de Montemaggiore, Boioannès tenta d'assiéger Melfi qui venait d'être prise par les rebelles. En réaction, ces derniers contre-attaquèrent et prirent d'assaut le camp de Boioannès à Monte Siricolo, près de Montepeloso, sur la rivière Bradano. L'armée byzantine conduite par Boioannès était en sécurité dans la forteresse de Montepeloso mais les rebelles voulaient éviter les tensions liées à un siège et contraignirent les Byzantins et la Garde varangienne à se battre car ils s'emparèrent de leur bétail. La bataille dura une grande partie de la journée et les combats furent intenses mais la cavalerie normande dirigée par Guillaume Bras-de-Fer (déjà décisive à Montemaggiore) parvint à assurer la victoire des rebelles. Boioannès fut capturé et gardé prisonnier en attente d'une rançon. 

## Conséquences
La victoire rebelle força les Byzantins à se replier vers les cités côtières et à laisser l'intérieur des terres aux Normands et aux Lombards. Après la bataille, la ville de Matera décida de soutenir la rébellion tandis que les villes du littoral que sont Bari, Monopoli et Giovinazzo renoncèrent à leur allégeance à l'Empire byzantin pour éviter les raids normands.
Après la bataille, Aténulf fut renvoyé chez lui après qu'il fut découvert qu'il avait gardé l'argent issu de la rançon de Boioannès pour lui-même. Bien que les chevaliers normands tentèrent de soutenir un des leurs pour diriger la révolte, ils furent mis en minorité par les Lombards.
La bataille de Montepeloso fut la dernière bataille rangée entre les Normands et les Byzantins dans la péninsule italienne.